# Down on Me
Down on Me è un brano musicale del cantante statunitense Jeremih prodotto da Mick Schultz. Il brano figura la collaborazione del rapper 50 Cent, ed è stato estratto come secondo singolo dall'album All About You. Il singolo è stato reso disponibile negli Stati Uniti il 12 ottobre 2010 dallaDef Jam Recordings. As of April 2011, The song has sold 75,000 copies in the UK and 2,042,000 digital downloads in the U.S.. Il video musicale prodotto per il brano è stato girato a Los Angeles dal regista Colin Tilley il 23 novembre 2010 ed è stato distribuito il 15 dicembre. Il singolo è stato certificato doppio disco di platino dalla Recording Industry Association of America.
Nel brano Jeremih fa uso dell'Auto-Tune.

## Tracce
Download digitale
1. Down on Me - 3:48

Promo Remixes
1. Down on Me (Main Version) - 3:46
2. Down on Me (Reggaeton Remix) - 3:38
3. Down on Me (Instrumental) - 3:46
4. Down on Me (Disco Fries Remix) - 5:32
5. Down on Me (DJ Scene Remix) - 4:40
6. Down on Me (DIY Acapella) - 3:46

## Classifiche
| Classifica (2010–11)              | Massima posizione |
| --------------------------------- | ----------------- |
| Australia                         | 91                |
| Belgio (Vallonia)                 | 42                |
| Canada                            | 22                |
| Danimarca                         | 25                |
| Francia                           | 19                |
| Romania                           | 1                 |
| Svezia                            | 37                |
| Svizzera                          | 75                |
| Regno Unito                       | 30                |
| Stati Uniti Billboard Hot 100     | 4                 |
| Stati Uniti Hot R&B/Hip-Hop Songs | 7                 |
| Stati Uniti Pop Songs             | 8                 |